# Zu cristatus
Zu cristatus är en fiskart som först beskrevs av Bonelli, 1819.  Zu cristatus ingår i släktet Zu och familjen vågmärfiskar. Inga underarter finns listade i Catalogue of Life.
Arten förekommer i alla hav i tempererade och tropiska vatten. Den blir upp till 118 cm lång. Exemplaren har i ryggfenan 120 till 150 mjukstrålar och ingen taggstråle. Arten saknar analfena och har 62 till 69 ryggkotor. På svansen finns ungefär 6 svarta fyrkantiga fläckar. Full utvecklade individer har en silvergrå ovansida och en lite ljusare undersida.
Födan utgörs av andra fiskar och bläckfiskar. Arten dyker till ett djup av 90 meter. Den simmar ofta med huvudet uppåt. Honor lägger ägg.

## Bildgalleri

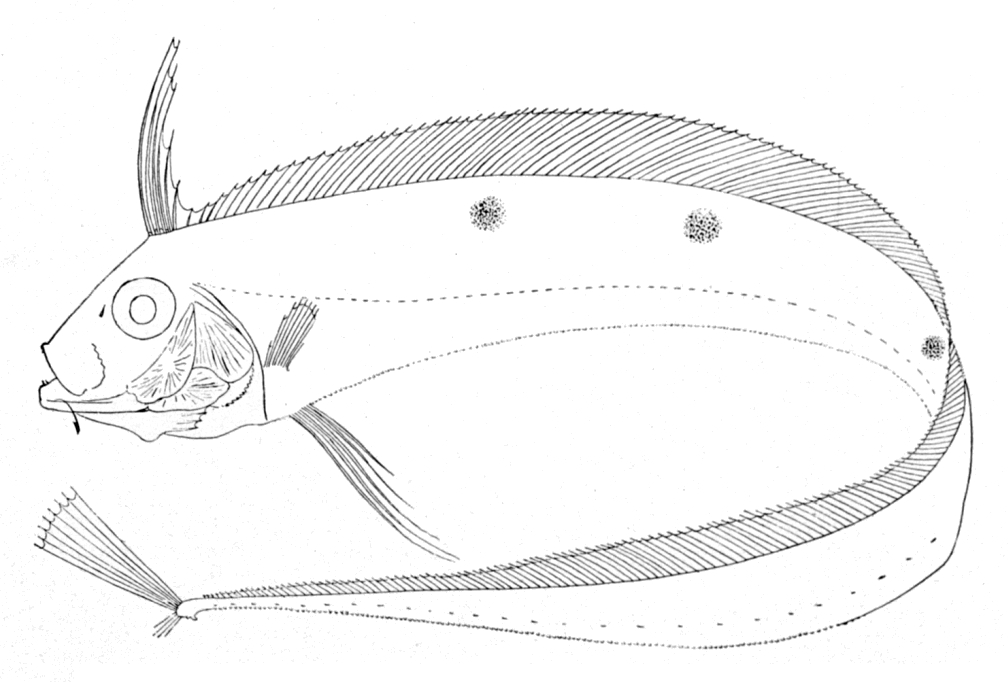
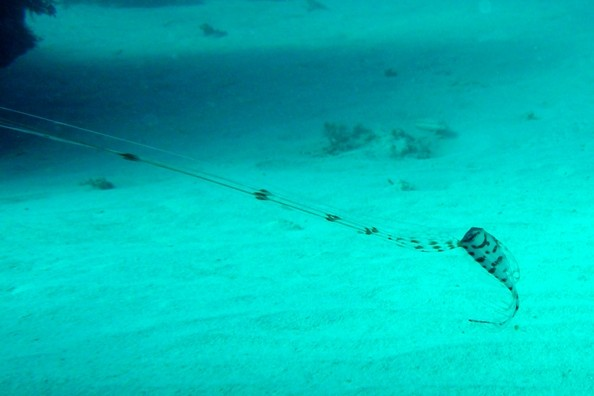